# 崩山大崙
大崙山又名崩山大崙，位於臺灣北部新北市石碇區豐田里，屬於司空髻尾山系，海拔568公尺，是藤寮坑溪和崩山溪流域的分水嶺。1990年，華梵工學院創立於大崙山山頂，山頭上陸續興築了二十餘座校舍與校園設施。由於周圍原始森林環繞，使得華梵有森林大學之稱。